# Luiz Caldas
Luiz César Pereira Caldas (Feira de Santana, 19 de janeiro de 1963) é um cantor, compositor, multi-instrumentista e produtor musical brasileiro. É conhecido como o precursor axé, quando atingiu sucesso nacional em 1985 com a música "Fricote", além de um dos principais nomes do Carnaval de Salvador.

## Biografia
Nascido em Feira de Santana, quando garoto, de origem pobre, começou a apresentar-se com bandas amadoras. Já aos dez anos de idade viajava por pequenas cidades, onde participava de shows. Aprendeu, assim, a tocar vários instrumentos, tendo praticamente vivido no meio musical. No início dos anos 70 foi morar em Vitória da Conquista e ganhou a vida trabalhando em alguns comércios da cidade (panificadoras, supermercados e bares) exercendo a função de serviços gerais, mas nas horas vagas tocava no conjunto musical de um famoso músico da época, chamado João Faustino da cidade de Jequié, Bahia. 

## Carreira
Caldas foi o inventor do ritmo que misturava o pop com reggae, toques caribenhos, ijexá, frevo e samba, presentes num ritmo que ganhou o apelido de "Deboche" (o chamado "Fricote") que evoluiu para outros tantos ritmos lançados no carnaval baiano, consolidando-se no popular estilo, atualmente denominado "axé music".
Conhecido no carnaval baiano, tem 12 álbuns lançados e foi presença constante nos principais programas de televisão da década de 1980, como o sucesso Cassino do Chacrinha que na época era vitrine musical dos artistas. Ganhou a Coroa de Prata no programa Rei Majestade, do SBT. Nessa época, lançou verdadeiros hits que até hoje são lembrados, como "Tieta", "Fricote " e "Haja Amor", o que o levou ao auge de sua carreira, vendendo quase dois milhões de cópias.
Em 2009 preparou para lançamento um conjunto de 10 CDs, com 130 músicas no total. O projeto envolve vários estilos, como o pagode, o forró, a música romântica, o hard rock e a música instrumental, sendo um dos álbuns dedicado aos povos indígenas, com letras inteiramente em tupi.
As músicas estão sendo primeiramente lançadas no site oficial do cantor. Todo o projeto foi lançado em 2010, mesmo ano que o cantor inicia a divulgação de gravações nos estilos heavy metal, forró e arrocha.
Três anos depois, o cantor volta com a mesma fórmula: gravar inúmeros álbuns de vários gêneros musicais. Desde janeiro de 2013, Luiz Caldas vem disponibilizando um álbum por mês para download em seu site. Foram lançados 12 ao longo do ano. Desde o início do projeto, já foram disponibilizadas quase 500 músicas inéditas.

## Discografia
- 1979 - Ave Caetano/Tapajós
- 1980 - Luiz Caldas e Acordes Verdes
- 1981 - Jubileu de Prata: Trio Elétrico Tapajós
- 1985 - Magia
- 1986 - Flor Cigana
- 1987 - Lá Vem o Guarda
- 1988 - Muito Obrigado
- 1989 - Timbres
- 1990 - Nós
- 1992 - Retrato
- 1994 - Luiz Caldas
- 1998 - Forró de Cabo a Rabo
- 1999 - 15 Anos de Axé - Luiz Caldas e Convidados
- 2001 - Janela Aberta
- 2003 - Luz e Fogueira
- 2004 - Melosofia
- 2006 - Ao Vivo em Salvador
- 2010 - MPB - Uma Maria
- 2010 - MPB II - Perguntas e Respostas
- 2010 - Rock - Castelo de Gelo
- 2010 - Samba - Pandeiro Brasileiro
- 2010 - Brega - Brasil Superpopular
- 2010 - Tupi - Nheengara Recé Taba
- 2010 - Instrumental - Oxóssi
- 2010 - Frevo - O Trio Elétrico
- 2010 - Forró - Festa de Sanfoneiros
- 2010 - Axé - Gongá
- Janeiro de 2013 - Axé - Apopod'lé
- Fevereiro de 2013 - Guitarra Baiana - Viva a Guitarra Baiana
- Março de 2013 - Chorinho - As Donas da Rua Santos Dumont
- Abril de 2013 - Música Rural - Mundão de Deus
- Março de 2015 - O Filtro de Sonhos

## Premiações e indicações
- 2010: Lifetime Achievement Award, pelo conjunto de sua obra[2]
- 2021: Indicado ao Grammy Latino de melhor álbum de música de raiz em língua portuguesa pelo álbum Sambadeiras[9]
- 2022:  Indicado ao Grammy Latino de melhor álbum de música de raiz em língua portuguesa pelo álbum Remelexo Bom.[10]